# Katarinski sajam
Katarinski sajam tradicionalni je sajam obrtništva, malog i srednjeg poduzetništva koji se održava svake godine u Slavonskom Brodu, krajem studenoga oko blagdana svete Katarine i traje nekoliko dana. Sajam već godinama predstavlja jedan od prepoznatljivih simbola grada Slavonskog Broda, koji promiče njegove gospodarske potencijale, turističku ponudu i osobnost. 

## Povijest
Slavonski Brod (tada Brod na Savi) 1769. godine dobio je pravo da organizira četiri velika godišnja sajma. Najveći i najpoznatiji bio je upravo Katarinski sajam na koji je dolazilo mnoštvo obrtnika iz cijele Slavonije i drugih krajeva Hrvatske. Neprekidno je održavan sve do početka Drugog svjetskog rata. Ponovno je obnovljen 1996. godine, kada je održan na Trgu Ivane Brlić-Mažuranić.

## Vanjske poveznice
- Katarinski sajam  Arhivirana inačica izvorne stranice od 31. prosinca 2008. (Wayback Machine)